# بولندا لم تضع بعد
بولندا لم تضع بعد المعروف أيضا باسم رقصة دونبروفسكي وأغنية الجحافل البولندية في إيطاليا هو النشيد الوطني لبولندا. كتب الكلمات الأصلية جوزيف ويبيكي في ريدجو إميليا في شمال إيطاليا بين 16 و19 يوليو 1797، بعد عامين من التقسيم الثالث لبولندا الذي أنهى وجود الكومنولث البولندي الليتواني. كتب النشيد لتعزيز معنويات القوات البولندية التي كان بقودها يان هنريك دونبروفسكي التي قاتلت مع نابليون بونابرت في الحملات الإيطالية للحروب الثورية الفرنسية. يعبر النشيد عن الفكرة بأن الأمة البولندية على أنها ليس لها دولة مستقلة لن تزول ما دام الشعب البولندي يحملها في قلبه ويقاتل من أجلها.
موسيقى المازوكا هي موسيقى شعبية غير مُنسوبة لأحد، ويصنفها الملحن البولندي إدوارد بالاس ب"فن وظيفي" راج بين النبلاء والبرجوازية الثرية. عندما استقلت بولندا في عام 1918 أصبح النشيد الحالي نشيدها الوطني بشكل غير رسمي، ثم اصبح نشيد وطني رسمي في عام 1927. استوحي من النشيد أناشيد أخرى لشعوب كانت تبحث عن استقلالها في القرن التاسع عشر مثل النشيد الوطني الأوكراني ونشيد "هيج، سلوفيني" التي كانت النشيد الوطني لجمهورية يوغوسلافيا الاتحادية الاشتراكية.

## الكلمات
| النص البولندي | الألفبائية الصوتية الدولية | ترجمة عربية |
| --- | --- | --- |
| I Jeszcze Polska nie zginęła, Kiedy my żyjemy. Co nam obca przemoc wzięła, Szablą odbierzemy. Refren: —𝄆 Marsz, marsz, Dąbrowski, —Z ziemi włoskiej do Polski. —Za twoim przewodem —Złączym się z narodem. 𝄇 II Przejdziem Wisłę, przejdziem Wartę, Będziem Polakami. Dał nam przykład Bonaparte, Jak zwyciężać mamy. Refren III Jak Czarniecki do Poznania Po szwedzkim zaborze, Dla ojczyzny ratowania Wrócim się przez morze. Refren IV Już tam ojciec do swej Basi Mówi zapłakany – Słuchaj jeno, pono nasi Biją w tarabany. Refren | wrap=none\|1 [ˈjɛʂ.t͡ʂɛ ˈpɔl.ska ɲɛ zɡʲi.ˈnɛ.wa] [ˈkʲjɛ.dɨ mɨ ʐɨ.ˈjɛ.mɨ] [t͡sɔ nam ˈɔp.t͡sa ˈpʂɛ.mɔd͡z‿ˈvʑɛ.wa] [ˈʂab.lɔ̃ ˈɔd.bʲjɛ.ʐɛ.mɨ] [ˈrɛf.rɛn] —[marʂ marʐ‿dɔm.ˈbrɔf.skʲi] —[z‿ˈʑɛ.mʲi ˈvwɔs.kʲjɛj dɔ ˈpɔl.skʲi] —[za ˈtfɔ.im pʂɛ.ˈvɔ.dɛm] —[ˈzwɔn.t͡ʂɨm ɕɛ z‿na.ˈrɔ.dɛm] 2 [ˈpʂɛj.d͡ʑɛm ˈvis.wɛ ˈpʂɛj.d͡ʑɛm ˈvar.tɛ] [ˈbɛɲ.d͡ʑɛm pɔ.la.ˈka.mi] [daw nam ˈpʂɨ.kwad bɔ.na.ˈpar.tɛ] [jag zvɨ.ˈt͡ɕɛw̃.ʐat͡ɕ ˈma.mɨ] [ˈrɛf.rɛn] 3 [jak t͡ʂar.ˈɲɛt͡s.ki dɔ pɔ.ˈzna.ɲa] [pɔ ˈʂfɛt͡s.kim za.ˈbɔ.ʐɛ] [dla ɔj.ˈt͡ʂɨz.nɨ ra.tɔ.ˈva.ɲa] [ˈvru.t͡ɕim ɕɛ pʂɛz‿ˈmɔ.ʐɛ] [ˈrɛf.rɛn] 4 [juʂ tam ˈɔj.t͡ɕɛd͡z‿dɔ sfɛj ˈba.ɕi] [ˈmu.vi za.pwaˈka.nɨ] [ˈswu.xaj ˈjɛ.nɔ ˈpɔ.nɔ ˈna.ɕi] [ˈbi.jɔw̃ f‿ta.ra.ˈba.nɨ] | بولندا لم تمت (تزل) بعد طالمنا حيينا ما سلبه الأجنبي قسرآ منّا سوف نسترده بسيوفنا تقدّم، تقدّم يا دونبروفسكي من الأرض الإيطالية إلى بولندا تحت قيادتك (إمرتك) سوف تتحد مع الشعب وسوف نعبر فيسوا، ونعبر فارتا ونكون بولنديين بحق وإن لنا في بونابرت لمثل نقتدي به كيف يجب أن نحقق النصر تقدّم، تقدّم يا دونبروفسكي... مثل ما مضى تشارنيتسكي إلى بوزنان عقب الاحتلال السويدي لإنقاذ أرض الآباء بحيث رجع عبر البحر تقدّم، تقدّم يا دونبروفسكي... هنالك يقول الاب لابنته باشا باكيآ أصغي، يبدو أن قومنا يقرعون طبول الحرب |